# Seckel Bamberger
Isaak Seckel (Yitsḥaḳ Zeḳl ha-Levi) Bamberger (geboren am 13. April 1863 in Fischach; gestorben am 23. Oktober 1934 in Bad Kissingen) war von 1902 bis 1932 der vorletzte Rabbiner des Distriktsrabbinats Bad Kissingen.

## Leben
Er war der Sohn des Simon (Śimḥah) Bamberger (1832–1897), Rabbiner in Aschaffenburg, und Enkel des Rabbiners Seligmann Bär Bamberger.

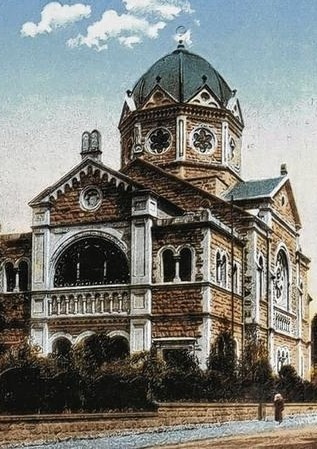
Die „neue Synagoge“ von Bad Kissingen, geweiht am 14. Juni 1902

Seit 1887 war Seckel Bamberger Rabbiner und Religionslehrer in Schrimm in der Provinz Posen und war auch durch einige Publikationen bekannt geworden. Nachdem sein Schwiegervater und Onkel Moses Löb Bamberger (1838–1899), der dieses Amt seit 1865 insgesamt 34 Jahre ausgeführt hatte, im Jahr 1899 verstorben war, bewarb er sich mit einem Schreiben vom 26. November 1899 beim königlich-bayerischen Bezirksamt in Bad Kissingen als dessen Nachfolger. Am 2. Mai 1900 stimmte die Mehrheit der stimmberechtigten Bezirksgemeindemitglieder für ihn als neuen Rabbiner für das Bad Kissinger Distriktsrabbinat. Seckel Bamberger trat sein Amt allerdings erst 1902 an. Er war nach Aussage von Gemeindemitgliedern „einer der orthodoxesten und gelehrtesten Rabbiner seiner Epoche“, der sich einen guten Ruf weit über die regionalen Grenzen hinaus verschaffte, und hatte insgesamt 28 jüdische Gemeinden zu betreuen.
Im Jahr 1905 wurde aufgrund seiner Initiative in Bad Kissingen die „Israelitische Kinderheilstätte“ in der Salinenstraße 34 eröffnet. Sie bot gleichzeitig maximal 86 kranken Kindern aus jüdischen oder gelegentlich auch christlichen minderbemittelten Familien aus allen Teilen Deutschlands zwischen dem 1. Mai und Oktober eines Jahres eine vierwöchige Kur. Im Bedarfsfall wurde einigen Kindern auch unentgeltliche ärztliche Hilfe geboten. Im Sommerhalbjahr 1932 wurden insgesamt 410 Kinder aufgenommen.
Im Jahr 1924 leitete er eine „Wanderarmenkasse“ in Bad Kissingen. Außerdem war er mit einigen Stadträten im „Armenrat“ tätig, der sich der Armenfürsorge verpflichtet hatte. 1927 gründete er in der Kurstadt ein „Israelitisches Kurhospiz“ für Erwachsene.
Etliche Male kam es zu Auseinandersetzungen zwischen dem streng orthodoxen Rabbiner und der modern-liberalen Chewra Kadischa (Beerdigungsverein) Bad Kissingens. So meinten die Mitglieder der Chewra beispielsweise im Jahr 1929, auch bei Feuerbestattungen die Tahara (Leichenwaschung) anwenden zu können, wogegen Rabbiner Bamberger dies entsprechend den Vorgaben des orthodoxen Judentums grundsätzlich ablehnte. Schließlich gaben die Chewra-Mitglieder nach und verzichteten fortan bei Feuerbestattungen auf die Leichenwaschung.
Anfang Juli 1932 wurde Seckel Bamberger nach genau 30-jähriger Amtszeit zwangsweise in den Ruhestand versetzt. Sein Amtsnachfolger wurde Dr. Max Ephraim.

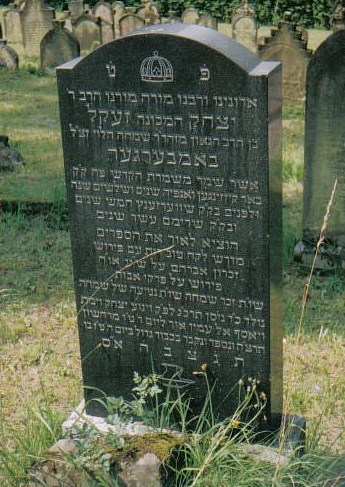
Grabstein Seckel Bambergers auf dem Jüdischen Friedhof

Bamberger heiratete seine Kusine Nannette Bamberger (geboren am 30. Januar 1870 in Bad Kissingen; gestorben unbekannt), die Tochter seines Bad Kissinger Amtsvorgängers und Onkels Moses Löb Bamberger und dessen Ehefrau Esther (1846/47–1923). Das Ehepaar hatte insgesamt sieben Kinder, davon wurde Simon Bamberger Rabbiner in Stuttgart und sein Bruder Moses Löb Bamberger ab 1929/1930 Rabbiner in Mainz.

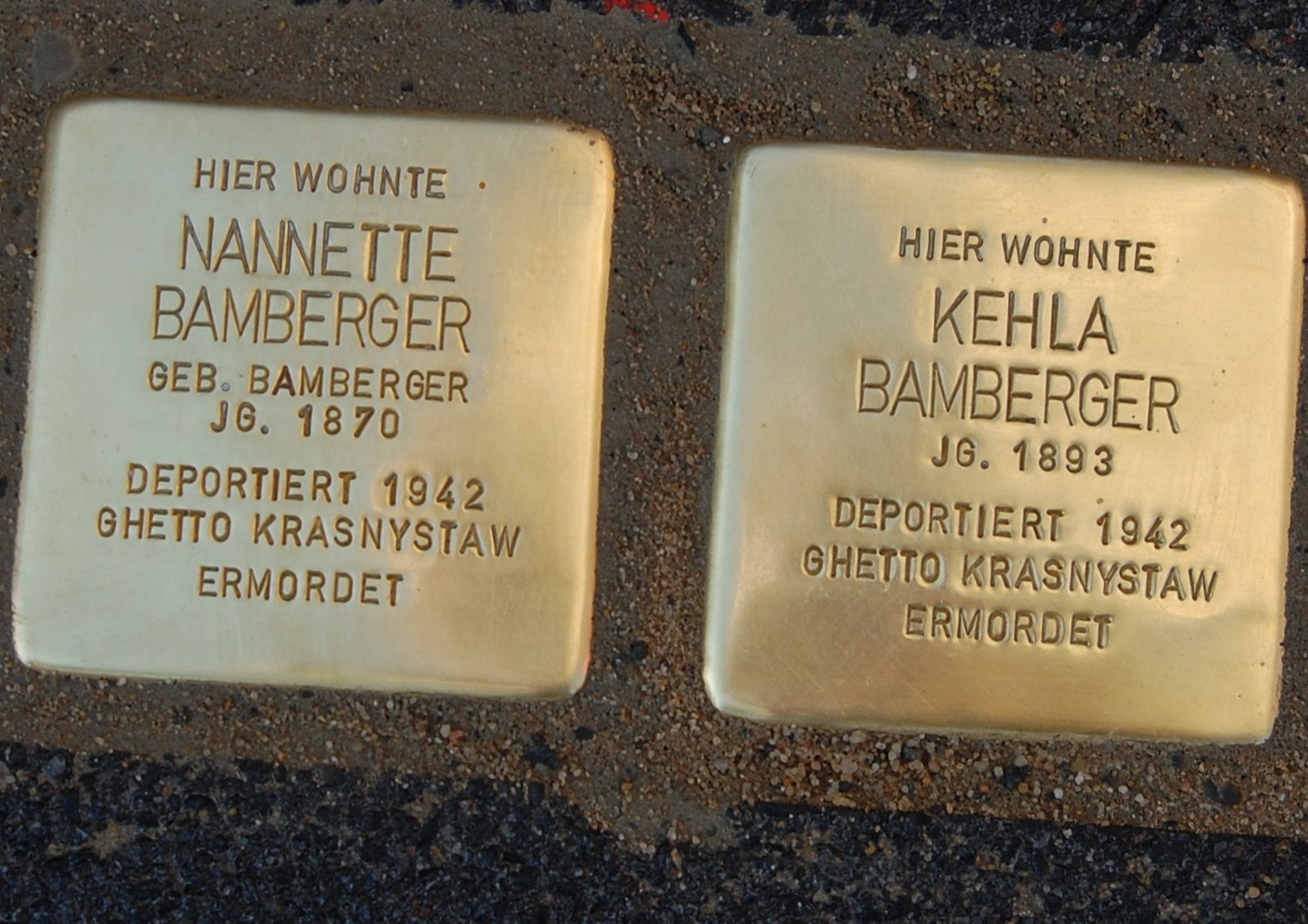
Stolpersteine für Ehefrau Nannette und Tochter Kehla Bamberger

Bamberger wohnte in Bad Kissingen im Haus Promenadestraße 5C (heute Promenadestraße 17) in der Nähe der Synagoge. Er wurde 1934 auf dem Jüdischen Friedhof Bad Kissingen beigesetzt. Ende November 1935 wurde am Jahrestag seines Todes auf dem Friedhof sein Grabstein errichtet. Der Stein enthält seinem letzten Willen entsprechend nur Namen, Geburts- und Sterbetag, Tätigkeitsorte mit jeweiliger Aufenthaltsdauer sowie die Titel seiner Publikationen.
Seine Ehefrau Nannette und Tochter Kehla (geboren 1893) wurden am 24. April 1942 von Bad Kissingen über Würzburg ins Ghetto Izbica deportiert, wo sie wohl in einem der nahen Vernichtungslager zu Tode gekommen sind. Zu beider Gedenken verlegte Gunter Demnig, Initiator der internationalen Aktion „Stolpersteine“, am 22. September 2010 in Bad Kissingen zwei solcher Steine vor ihrem früheren Kurheim „Adelaide“ (Promenadestraße 17) in den Bürgersteig.

## Schriften
- Trauerrede bei der in der Synagoge zu Bad Kissingen am 25. Marcheschwan veranstalteten Trauerfeier um den verewigten Moses Löb Bamberger. M. Rosenbaum, 1899.
- Sprüche der Väter zum Schulgebrauch. (פרקי אבות), Verlag J. Kauffmann, Frankfurt am Main 1914.